# Lista de episódios de Sabrina: The Animated Series
Esta é uma lista de episódios da Bruxinha Sabrina.
1 - "Encolher para caber"
2 - "Você disse um Rato Gordo"
3 - "Boogie Shoes"
4 - "Tail of Two Kitties"
5 - "The Senses-Shattering Adventures of Captain Harvtastic"
6 - "Witch Switch"
7 - "Pintura Perfeita"
8 - "Field Trippin'"
9 - "No Time to Be a Hero"
10 - "Extremo Harvey"
11 - "Shrink to Fit"
12 - "Alguém viu o Quigley?"
13 - "Wag the Witch"
14 - "Witchy Girls"
15 - "Paranormal Pi"
16 - "Anywhere But Here"
17 - "Nothin' Says Lovin' Like Something from a Coven"
18 - "Once upon a Time"
19 - "Documagicary"
20 - "The Grandparent Trap"
21 - "I Got Glue Babe"
22 - "Boy Meets Bike"
23 - "Upside Down Town"
24 - "A Importância de ser Norma"
25 - "Stage Fright"
26 - "Witchitis"
27 - "My Stepmother the Babe"
28 - "Absence of Malissa"
29 - "This Is Your Nine Lives"
30 - "Planeta dos Cachorros"
31 - "Hex-change Students"
32 - "Saturday Night Furor"
33 - "Scare Apparent"
34 - "The Hex Files"
35 - "Stone Broke"
36 - "Salem's Plot"
37 - "Molar Molar"
38 - "Harvzilla"
39 - "When in Rome"
40 - "Field of Screams"
41 - "Driver Ed"
42 - "What Becomes of the Broken Hearted?"
43 - "Send in the Clones"
44 - "Feats of Clay"
45 - "Generation Zap"
46 - "Board & Sorcery"
47 - "Enchanted Vacation"
48 - "Moldy Oldie"
49 - "Xabrina, Warrior Witch"
50 - "Straight Outta Paris"
51 - "Strange New World"
52 - "Witchery Science Theatre"
53 - "You've Got a Friend"
54 - "Hexcalibur"
55 - "Brina Baby"
56 - "Witchwrecked"
57 - "Fish Schtick"
58 - "Witchmas Carole"
59 - "Truth or Scare"
60 - "Generation Hex"
61 - "Working Witches"
62 - "Wiccan of the Sea"
63 - "A Chave do meu Coração"
64 - "La Femme Sabrina"
65 - "The Bat Pack"